# Gibbons
Gibbons es un pueblo canadiense situado en la provincia de Alberta.

## Superficie
Gibbons tiene una superficie de 9,46 km².

## Demografía
En 2021, tenía 3218 habitantes, una densidad poblacional de 340,1 hab./km², y 1291 viviendas.